# Aeroporto di Baku-Heydər Əliyev
L’Aeroporto Internazionale Heydər Əliyev  (IATA: GYD, ICAO: UBBB) è uno dei sei aeroporti internazionali che opera in Azerbaigian. Precedentemente era chiamato “Bina International Airport” in conformità con il nome dell'insediamento in cui si trova. Il 10 marzo 2004 cambiando il suo nome, viene rinominato in onore del terzo presidente della Repubblica dell'Azerbaigian, il leader nazionale Heydər Əliyev. È situato a 25 km ad est della città di Baku ed è collegato con la città tramite una moderna autostrada inaugurata nel 2008. È l’aeroporto di base di “Azerbaijan Airlines”. 
Al primo terminal operano i negozi commerciali (duty free) esenti dal fisco e, a differenza di molti aeroporti internazionali, ci sono negozi non solo nella zona di partenze ma anche in quella degli arrivi. Al fine di soddisfare gli elevati standard dell’aeroporto e aumentare il livello di servizio ai passeggeri, i negozi commerciali esenti dal fisco – MyDutyFree – hanno aderito al servizio di ordine iniziale delle merci. I pagamenti sono realizzati sia con carta di credito, che in manat azeri, in dollari USA, in euro e in rubli russi.
L’aeroporto internazionale Heydər Əliyev è conforme ai requisiti di tutti gli standard internazionali. Grazie alla sua favorevole posizione geografica, l’aeroporto di Baku è diventato numero uno nella regione per i voli di transito tra Est e Ovest e tra Nord e Sud.

## Terminal
L’aeroporto internazionale Heydər Əliyev è dotato di due terminal dei passeggeri e due di cargo.
Il vecchio terminal dei passeggeri costruito durante l’Unione Sovietica è stato completamente demolito e, al suo posto, è stato costruito il nuovo terminal internazionale № 1. L’edificio di quattro piani che riflette il concetto di ingegneria è stato progettato dall’interno sotto forma del triangolo a soffitto semitrasparente dalla società di “Arup” nel 2010. Nel interior progettato dalla compagnia turca “AUTOBAN” è stato costruito qualche bozzolo preparato dalla quercia.
Al Terminal 1 è presente la tecnica di elaborazione dei bagagli prodotta da “Van Der Lande”, inoltre la tecnica per l’esame dettagliato del bagaglio, tamografi “L-3” previsti per l’ottenimento dell’immagine degli strati della struttura interna dell’oggetto.
Le trappole telescopiche del terminal 1 sono in grado di accogliere 12 aerei contemporaneamente. Due trappole sono destinate all’accoglimento del più grande aereo passeggeri del mondo Airbus A380.
Nell’edificio del Terminal 1 sono stati installati 21 ascensori e 30 scale mobili prodotti dalla società Schindler. Il Terminal 1 è dotato del sistema “BMS” (Building Management System) previsto per l’automazione dei processi e delle operazioni che si svolgono in edifici moderni e costituiscono la base tecnica degli edifici “intellettuali”. Inoltre, il Terminal 1 è dotato dei sistemi di approvvigionamento di risorse come fornitura di energia elettrica, illuminazione, ventilazione, riscaldamento, raffreddamento, approvvigionamento idrico e sistemi fognari.
Il Terminal 1 è stato messo in funzione nell’aprile del 2014. La superficie totale è di 65.000 metri quadrati. Il flusso dei passeggeri del terminal è progettato per 6 milioni di passeggeri. Attualmente il Terminal 1 serve circa 3 milioni di passeggeri all’anno. L’area totale del parcheggio è di 20.000 m² ed è progettata per 600 auto.
Il Terminal 1 è stato insignito del titolo di “5 stelle” dalla prestigiosa società di consulenza Skytrax del Regno Unito, specializzata nello studio della qualità dei servizi forniti da varie compagnie aeree e aeroporti nel maggio 2018.
Attualmente l’autore del progetto del Terminal 2, che serve sia voli nazionali (l’ingresso sud), sia voli internazionali delle compagnie aeree low-cost (l’ingresso nord), è l’architetto Viktor Vasil'evič Denisov. Il medesimo progetto è stato assegnato al primo premio al concorso nel 1981. Il progetto è stato realizzato nel 1989.

## Infrastruttura

### Alberghi
Nel territorio dell’aeroporto opera l’albergo “Sheraton” a 5 stelle composto di 205 camere.

### Bambini
Al terminal internazionale dell’aeroporto c’è una stanza per madri e figli, un parco giochi per i passeggeri con i bambini e anche i tavoli per vestire i bambini.

### Condizioni per le persone con disabilità fisiche
All’aeroporto le persone con capacità fisiche limitate vengono assistiti individualmente, sono disponibili dei posti speciali per le auto, punti di informazione e di registrazione, la stazione medica funziona 24 ore su 24 e, se necessario, si propongono le ambulanze per la consegna dei passeggeri con le abilità fisiche limitate sull’aereo. Il passeggero registrato viene accompagnato dal personale dell’aeroporto nella sala d’attesa e successivamente fino all’uscita al bordo dell’aereo.

## Trasporto
Pullman e taxi
Gli autobus appartenenti alla società BakuBus operano 24 ore al giorno con la linea H1 dalla stazione della metropolitana “28 maggio” fino all’aeroporto di Baku. Gli autobus lavorano con l’intervallo di 30 minuti in orario diurno e di 1 ora in orario notturno. È possibile arrivare da Baku all’aeroporto (e nella direzione opposta) entro 20 minuti con un taxi privato.
Trasporto e parcheggio
Preso il corso Heydər Əliyev con la macchina, si può raggiungere l’aeroporto dalla città attraverso l’autostrada di Aeroporto ovvero passando il corso Nobel attraverso l’autostrada Zigh. Davanti ad ogni terminal sono disponibili dei posti auto previsti per un totale di oltre 1.600 auto.